# 하이먼 배스
하이먼 배스(영어: Hyman Bass, 1932~)는 미국의 수학자다. 대수학과 대수기하학, 대수적 K이론에 공헌하였다.

## 생애
미국 휴스턴에서 태어났다. 1955년에 프린스턴 대학교에서 학사 학위를 받았고, 1959년에 시카고 대학교에서 어빙 커플랜스키 밑에서 박사 학위를 수여받았다.
프린스턴 고등연구소 · IHÉS · 에콜 노르말 쉬페리외르 등에서 방문 교수로 있었고, 미국 수학회 회장을 역임하였다. 1992년~2000년 동안 미국 과학 아카데미 수리 과학 교육 이사회(영어: Mathematical Sciences Education Board) 회장을 맡았다.